# Johan Jegerhjelm
Johan Jegerhjelm, tidigare Jäger, född augusti 1640, död 1715, var en svensk ämbetsman.

## Biografi
Johan Jegerhjelm föddes 1640. Han var son till rådmannen Hans Jäger och Lippia i Kalmar. Jegerhjelm arbetade som kamrer i statskontoret och blev 10 oktober 1712 extra ordinarie assessor i kammarrevisionen. Han adlades 9 juni 1713 till Jegerhjelm och blev 27 mars 1714 ordinarie assessor i kammarrevisionen. Jegerhjelm avled 1715 och begravdes i Stockholm.

### Familj
Jegerhjelm gifte sig 25 januari 1677 i Stockholm med Christina Nilsdotter von Meintz. De fick tillsammans barnen stadsmajoren Johan Jegerhjelm (1677–1743) i Malmö, Carl Jegerhjelm (född 1679), auditören Peter Jäger (1680–1710), Anna Christina Jegerhjelm (född 1683), Didrik Jegerhjelm (född 1684) och majoren Carl Jegerhjelm (1686–1757) vid Östgöta infanteriregemente.